# Malou Marnfeldt
Saga Malou Beatrice Marnfeldt, född 12 september 1995 i Rinkaby församling i Kristianstads län, är en svensk skådespelare.
Marnfeldts genombrott som skådespelare kom när spelade en av huvudrollerna Laura i Korridoren under åren 2017–2018. Hon medverkade även som polisaspiranten Fanny i Tunna blå linjen. 2023 medverkar hon i den svenska dramaserien Hålla samman.

## Filmografi (i urval)
- 2017–2018 – Korridoren (TV-serie)
- 2022 – Tunna blå linjen (TV-serie)
- 2023 – Hålla samman (TV-serie)
- 2025 - Halva Malmö består av killar som dumpat mig (TV-serie)